# Spike Lee
Shelton Jackson "Spike" Lee (n. 20 martie 1957, Atlanta, SUA) este un actor, scriitor, regizor și producător american.
Din 1983 până astăzi, compania sa, 40 Acres and a Mule Filmworks, a realizat peste 35 de filme.
Spike Lee, fiind un celebru cineast afro-american, a produs constant filme pe teme spinoase și provocatoare, concentrându-se pe controverse rasiale, sexuale și politice. A primit numeroase premii, printre care și un Premiu Emmy.
A fost de 5 ori nominalizat pentru Premiile Oscar, câștigând premiul ca scenarist, pentru filmul Agent ProvoKkKator. A mai câștigat de asemenea un Oscar de onoare, pentru întreaga carieră.
În 2013 a primit The Dorothy and Lillian Gish Prize .

## Biografia

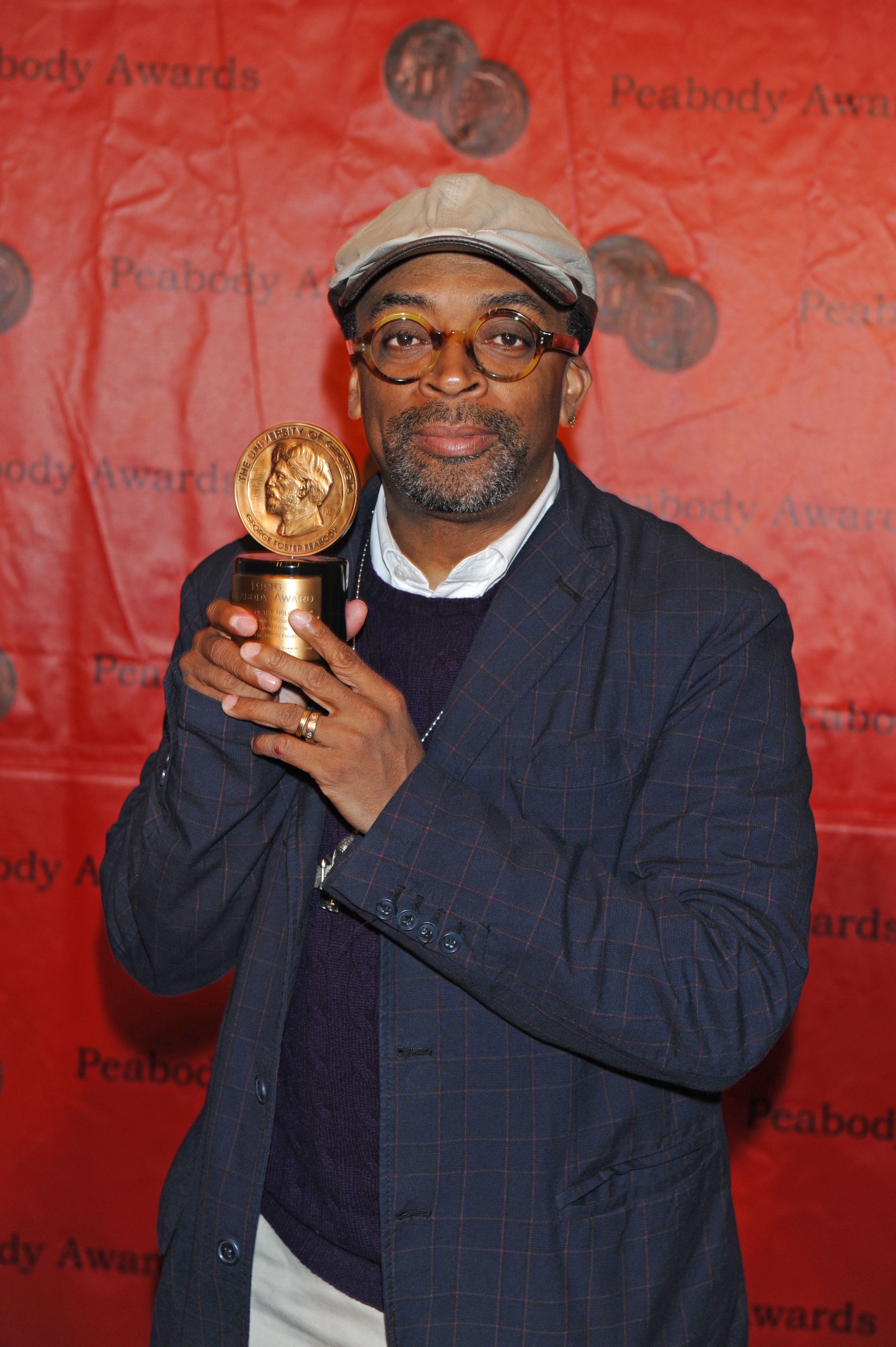
Spike Lee în cadrul premiilor de exceleță Peabody Awards în 2011

Shelton Jackson  Lee s-a născut la 20 martie 1957, în Atlanta. S-a mutat cu familia sa în Brooklyn, New York, când era copil. Spike Lee a urmat Liceul John Dewey. După liceu, Lee s-a înscris la colegiul Morehouse, unde a făcut primul său film ca student, "Last Hustle in Brooklyn". A urmat cursuri de film la Universitatea Clark din Atlanta, apoi s-a înscris la New York University's Tisch School of Arts, unde predă începând cu anul 1993.
A absolvit în 1978 cu un Master în Arte Frumoase de Film și Televiziune. 
Lee se remarcă prin filmele sale controversate bazate pe probleme sociale și politice. Compania lui de producție, 40 Acres & A Mule Filmworks, a produs peste 35 de filme din 1983.

## Filme
- 1986: She's Gotta Have It
- 1988: School Daze
- 1989: Do the Right Thing
- 1990: Mo' Better Blues
- 1991: Jungle Fever
- 1992: Malcolm X
- 1994: Crooklyn
- 1997: 4 Little Girls
- 1999: Summer of Sam
- 2000: Bamboozled
- 2004: She Hate Me
- 2006: Inside Man
- 2006: When the Levees Broke
- 2008 Miracolul de la Sf. Ana (Miracle at St. Anna)
- 2008: Passing Strange
- 2009: Kobe Doin' Work
- 2010: If God Is Willing and Da Creek Don't Rise
- 2012: Red Hook Summer
- 2012: Bad 25
- 2013: Oldboy
- 2013: Mike Tyson: Undisputed Truth
- 2014: Katt Williams: Priceless: Afterlife
- 2014: Da Sweet Blood of Jesus
- 2014: 'Jerrod Carmichael: Love at the Store
- 2015: Chi-Raq
- 2016: Michael Jackson's Journey from Motown to Off the Wall